# Séisme de 2020 dans les îles Kouriles
 (mars 2020).
Si vous disposez d'ouvrages ou d'articles de référence ou si vous connaissez des sites web de qualité traitant du thème abordé ici, merci de compléter l'article en donnant les références utiles à sa vérifiabilité et en les liant à la section « Notes et références ».
Le séisme de 2020 dans les îles Kouriles, de magnitude 7,5, est survenu le 25 mars 2020 à 13 h 49 près de la ville de Severo-Kourilsk, dans les Îles Kouriles (oblast de Sakhaline, en Russie).